# Naveen Andrews
Naveen William Sidney Andrews (r. 17. siječnja 1969.) američki je glumac. Poznat je za svoje uloge u filmu The English Patient i Sayida Jarraha u seriji Izgubljeni. 

## Rani život
Andrews je rođen u Lambethu u Londonu, sin Nirmale, psihologinje, i Stanley Andrewsa, biznismena.